# Dambach-la-Ville
Dambach-la-Ville – miejscowość i gmina we Francji, w regionie Grand Est, w departamencie Dolny Ren.
Według danych na rok 1990 gminę zamieszkiwało 1800 osób, 62 os./km².